# Uomo di prestigio
Uomo di prestigio è il primo album in studio del rapper italiano Amir, prodotto dalla Prestigio Records e pubblicato nell'estate 2006 dalla EMI/Virgin.

## Tracce
| #  | Titolo                        | Produttore\i                                  | Collaboratore\i   | Durata |
| -- | ----------------------------- | --------------------------------------------- | ----------------- | ------ |
| 1  | "Intro"                       |                                               |                   | 0:22   |
| 2  | "Sono così"                   | Volcano (Sano & Fuji)                         |                   | 1:59   |
| 3  | "Uomo di prestigio"           | Wiskbeatz                                     |                   | 4:21   |
| 4  | "Gli scrivo la fine"          | Mr. Phil per City Sound Prod.                 |                   | 3:25   |
| 5  | "Notti arabe"                 | Emanuele "Jazz" Bossi                         | Tormento          | 3:56   |
| 6  | "5 del mattino"               | Shocca per Unlimited Struggle/The italian job |                   | 4:48   |
| 7  | "Chiccestà"                   | Wiskbeatz                                     | Santo Trafficante | 3:50   |
| 8  | "All for You"                 | Vago per 9thProphesy Prod.                    | Andres            | 3:57   |
| 9  | "Quando chiudo gli occhi"     | Mace per Heavyweights prod.                   |                   | 3:48   |
| 10 | "Straniero nella mia nazione" | Bassi Maestro per Sano Business               |                   | 2:27   |
| 11 | "Non trovo le parole"         | Vago e Dj Kemo per Lab Rats Prod.             |                   | 4:27   |
| 12 | "Clapshit"                    | Bassi Maestro per Sano Business               |                   | 4:14   |
| 13 | "L'impatto"                   | Santo Trafficante per Ghiaccio Ent.           | Santo Trafficante | 4:20   |
| 14 | "Shimi"                       | Sano                                          | Nefer             | 3:13   |
| 15 | "Più Cash"                    | Squarta per Mo' Better Beats                  |                   | 3:34   |
| 16 | "Non ti ci mettere"           | Wiskbeatz                                     | Cor Veleno        | 4:00   |
| 17 | "Prestigio Click Bang"        | Buckfitycutz                                  | Santo Trafficante | 4:41   |
| 18 | "Ambizioni"                   | Michel per Luke Dizu Prod.                    |                   | 4:00   |

## Classifiche
| Classifica (2006) | Posizione massima |
| ----------------- | ----------------- |
| Italia            | 69                |